# Целина
Вижте пояснителната страница за други значения на Целина.
 Тази статия е за вида растения.  За рода вижте Целина (род).  За други значения вижте Целина (пояснение).
Цѐлината (Apium graveolens), позната още като керевиз или кервиз, е двугодишно тревисто растение от семейството на магданоза и моркова – Сенникови (Apiaceae).

## Описание
Има набраздени листа с височина 20-40 cm. Коренът е с жълтеникава до кафява кора и бяла сърцевина, месест е и образува глава. Листата са лъскави, тъмнозелени и пересто нарязани. Цветовете са малки и зеленикави на цвят, събрани в сенници от по 6-12 лъча. Растението цъфти от юли до август.

## Разпространение
В природата целината расте по заблатени и влажни места, както и във влажни пясъци. В България е естествено разпространена по цялото Черноморие и по поречията на Дунав, Марица, Струма. Среща се и в цяла Европа, с изключение на най-северните региони.

## Употреба в кулинарията
Целината се използва в кулинарията и като кореноплоден зеленчук (стъбла, корен), и като подправка (листа). За целта има култивирани различни сортове – например с дебели и сочни стъбла или с добре развит корен.
Използва се в различни диети, тъй като е ниско калорична, богата на витамин C и с много ниско съдържание на натрий.
Самостоятелно целината може да се консумира сурова в салата или като прясно изцеден сок, или варена в супи и бульони. Като подправка се ползва и сушена, и свежа, като намира приложение и в маринатата на различни видове туршия. Подхожда на месни ястия и ястия с картофи.
В САЩ е популярно нарязаното стъбло на целината да се топи в дресинг от синьо сирене и да се яде с пилешки крилца или други предястия или основни ястия.

## Употреба във фитотерапията
Във фитотерапията се използват корените и плодовете на целината. Корените съдържат киселини, амини, аспарагин, глутамин, манит, пентозан, скорбяла, тирозин, холин. Плодовете съдържат апиин, лимонѐн, седанолид, селенин.
Основното действие на целината е диуретично, което се дължи на съдържащите се в нея етерични масла (0,1% в корена и 2-3% в плодовете). Емпирични данни показват, че има и антиревматично действие и стимулира действието на централната нервна система.
Приема се като прясно изцеден сок от корените и като запарка.